# Burg Landsberg (Sachsen-Anhalt)
Burg Landsberg ist der Rest einer Höhenburg auf einer Porphyrkuppe bei der Stadt Landsberg im Saalekreis in Sachsen-Anhalt. Von der ehemaligen Höhenburg, die heute Teil der Straße der Romanik ist, sind nur unwesentliche Mauerreste vorhanden. Bedeutend ist die kunsthistorisch wertvolle stauferzeitliche Doppelkapelle St. Crucis.

## Geschichte

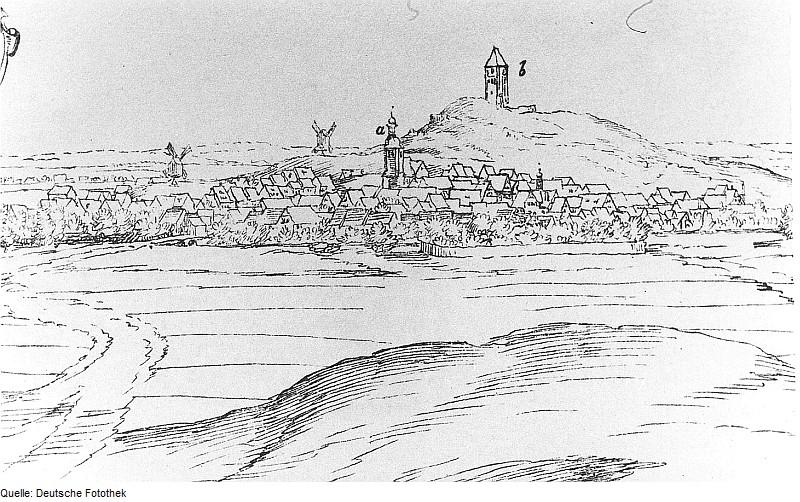
Landsberg mit Doppelkapelle nach Wilhelm Dilich um 1626–1629

Durch archäologische Ausgrabungen wurde nachgewiesen, dass der markante Burgberg von Landsberg bereits zu slawischer Zeit befestigt war. Geringe Reste einer Umwallung lassen sich noch im Gelände feststellen. Bei Abtragungen von Erdschichten in den 1990er Jahren wurden geringe Mauerreste der hochmittelalterlichen Burganlage freigelegt, die Putzritzungen aufwiesen. Generell sind die Ausmaße der Burg bedingt durch den vormaligen Steinbruchbetrieb am Kapellenberg (im Bereich des heutigen Felsenbad Landsberg) nur noch schwer zu bestimmen.
Im 12. Jahrhundert gehörte Landsberg den Wettinern. Als Konrad der Große von Meißen sich 1156 in das Kloster auf dem Petersberg zurückzog, teilte er seine Besitzungen unter seinen drei Söhnen auf. Dietrich erhielt die Ostmark bzw. die Mark Lausitz, zu welcher Landsberg gehörte. 1174 wurde Dietrich urkundlich als „Comes de Landsberc“ erwähnt. Mithin wird die Burg zu diesem Zeitpunkt fertiggestellt oder mindestens im Bau gewesen sein. Dietrich gehörte dem engen Umfeld von Kaiser Friedrich Barbarossa an. So nahm er am Italienfeldzug 1176/77 und an den Friedensverhandlungen in Venedig teil. Die enge Bindung zum Kaiser erklärt auch die Bauform der Burgkapelle. Doppelkapellen wurden nur im engen Umfeld des staufischen Kaiserhauses gebaut. Man nimmt aufgrund der überlieferten Baugeschichte an, dass die Burg 1184, im Todesjahr Dietrichs, fertiggestellt war. Als bedeutender Gefolgsmann des Kaisers hatte Dietrich mit hoher Wahrscheinlichkeit Bauten in seiner Burg errichten lassen, die dem hohen künstlerischen Niveau der Burgkapelle entsprachen.
Die Doppelkapelle, deren Architekturformen u. a. nach Ernst Ullmann einer „staufischen Reichsidee“ in der Architektur verpflichtet sind, wurde als einheitlicher Baukörper zwischen 1156 und 1184 errichtet. Die Zuschreibung einer vormaligen Basilika als Vorgängerbau der Burgkapelle bzw. einer möglichen Stiftskirche, die später (ab 1180) umgebaut wurde, muss sowohl aufgrund der Bauforschung durch Reinhard Schmitt als auch der Quellen- und Literaturlage bei Auert-Watzik/Mertens als falsch zurückgewiesen werden. Die Verwendung von Backsteinen an den Apsiden des ersten Geschosses, d. h. der Oberkapelle, ordnet Landsberg in eine Reihe früher Backsteinbauten (Pouch, Eilenburg) ein und setzt die Doppelkapelle in einen Kontext zu Bauten im Lausitzer, südbrandenburgischen als auch sächsischen Raum. Warum gerade in der vermutlich dem Markgrafen/der adligen Oberschicht vorbehaltenen Oberkapelle Backstein als äußerlich sichtbares Material verbaut wurde, ist derzeit noch ungeklärt. Ein oberhalb des Nordportals vorhandener Blendbogen über dem Tympanon – heute leider verputzt – ist ebenso in Backstein ausgeführt.
Die bisherige Annahme, dass Landsberg unter den Markgrafen Dietrich dem Weisen und dessen Sohn in der zweiten Hälfte des 13. Jahrhunderts eine Blütezeit erlebte, muss zurückgewiesen werden. Markgraf Heinrich III., der Erlauchte richtete für seinen zweitgeborenen Sohn Dietrich ab 1258/61 die Markgrafschaft Landsberg ein, die bis 1291 bestand. Weißenfels diente als Residenz des wettinischen Territorialfürstentums Landsberg, lediglich der Titel der neu geschaffenen Markgrafschaft Landsberg verwies noch auf die einstige Bedeutung der Burg. In Weißenfels stiftete Markgräfin Helena von Brandenburg 1284 das Klarissenkloster, welches als neues Hauskloster der jungen Fürstendynastie dienen sollte und in dessen Klosterkirche Markgraf Friedrich Tuta 1291 bestattet wurde. Mit dem Übergang bzw. dem Verkauf des nördlichen Teils der vormaligen Markgrafschaft Landsberg an die askanischen Markgrafen von Brandenburg – genauer an Otto IV. von Brandenburg – 1291 begann der schrittweise Verfall der Burg, da an ihr kein Interesse mehr bestand. Der Verkauf entwickelte sich zum Ausgangspunkt einer askanisch-wettinischen Fehde, die die Annektierung, Verwüstung und Zerstörung von ganzen Landschaften, Städten und nicht zuletzt auch Burgen mit sich brachte. Die Auseinandersetzungen um die dynastische Vormachtstellung und Einflusssphären der brandenburgischen Askanier und der Wettiner in Mitteldeutschland zogen sich bis ca. 1320 hin und fanden mit dem Frieden von Tangermünde ein vorläufiges Ende. Das in wechselnden Lehnsbeziehungen stehende vormalige wettinische Ministerialengeschlecht der Schenken von Landsberg tat als Burgmannen auf der Burg Dienst, ohne sie zu besitzen, war aber bereits seit der Mitte des 13. Jahrhunderts nicht mehr in Landsberg vertreten und erscheint ab 1330 auf Schloss Teupitz.
Der Bereich der vormals markgräflichen Burg, die nur einen kurzen Höhepunkt als wichtige Landesburg und frühe Residenz der Ostmark erlebte, bevor sie ab dem 14. Jahrhundert zunehmend verfiel und als Steinbruch endete, bedarf einer quellenkritischen Aufarbeitung und historiografischen Darstellung, die allerdings noch aussteht. Winfried Schich verwies zuletzt u. a. auf die Vernetzungen der wettinischen Burg Landsberg mit den brandenburgischen Städten Alt- und Neu-Landsberg unter Berücksichtigung siedlungsgeschichtlicher Aspekte, der Archäologie, Burgenkunde als auch der Ortsnamensübertragung. Hinzuweisen ist weiterhin auf die Tatsache, dass die bisher von Gottfried Sehmsdorf publizierte und angenommene Zerstörung einer nie existenten Reichsburg Landsberg in den Wirren eines adligen Rechtsstreits (1507–1514/19) zwischen den Wettinern und den Schenken von Landsberg, die als Vollstreckung der Reichsacht geschah, als falsch zurückgewiesen werden muss.
Kurz vor dem Dreißigjährigen Krieg wurde der Zustand der Burg als „jetzo ganz desoliert“ beschrieben; auch die Kapelle befand sich in einem schlechten Zustand. Beschädigungen im Dreißigjährigen Krieg, wiederholte Brände in der Stadt – machten eine Erneuerung der Kapelle und des Daches 1658/62 notwendig. Unter Christian I. von Sachsen-Merseburg erfolgten zahlreiche Reparaturen, um die Kapelle als Gotteshaus und „dynastischer Erinnerungsort“ bzw. Stätte der Memoria nutzbar zu machen. Diese Adaption und Inkorporation vorhandener baulicher Relikte wie der Landsberger Doppelkapelle sollte nicht zuletzt durch das Bemühen des Fürsten um deren Wiederherstellung und damit „imaginärer Besetzung“ bzw. Teilhabe an deren Geschichte und späterer Überlieferung zum Ausdruck kommen.
Im 19. Jahrhundert entdeckte man die Doppelkapelle als wichtiges architektonisches Zeugnis der Romanik aus ihrem Wert als Denkmal heraus, neu. Erschwerend war die bereits 1789 einsetzende wilde Schatzgräberei nach vermuteten Grabbeigaben in der Unterkapelle, die ab 1860 durchgreifende Restaurierungsarbeiten an der Kapelle unter Hinzuziehung von Ferdinand von Quast, Friedrich August Stüler und anderen Begründern der preußischen Denkmalpflege beförderten. Dabei sollte die Doppelkapelle einer „stylgerechten Restaurierung“ unterzogen werden, die neben zahlreichen Veränderungen im Innenraum (u. a. Einbringung eines blau-goldenen Sternenhimmels) auch das äußere Erscheinungsbild (Aufbau eines Dachreiters analog der Petersberger Stiftskirche sowie massiver, spitzwinkliger Dachgauben) radikal verändert hätte. Diese geplante „Re-Romanisierung“ konnte aufgrund finanzieller Schwierigkeiten nicht vollständig durchgeführt werden. Lediglich die noch heute vorhandene Bestuhlung, der Fußboden u. a. wurden neben einer weniger bauinvasiven und kostenintensiven Instandsetzung ausgeführt. Seit 1990 und zuletzt 2003 erfolgten neuerliche umfassende Restaurierungen und Konservierungen (Verputzung der Kapelle nach vormaliger Steinsichtigkeit des Außenbaus) unter denkmalpflegerischen Gesichtspunkten.